# Нидерланды на летних Олимпийских играх 1952

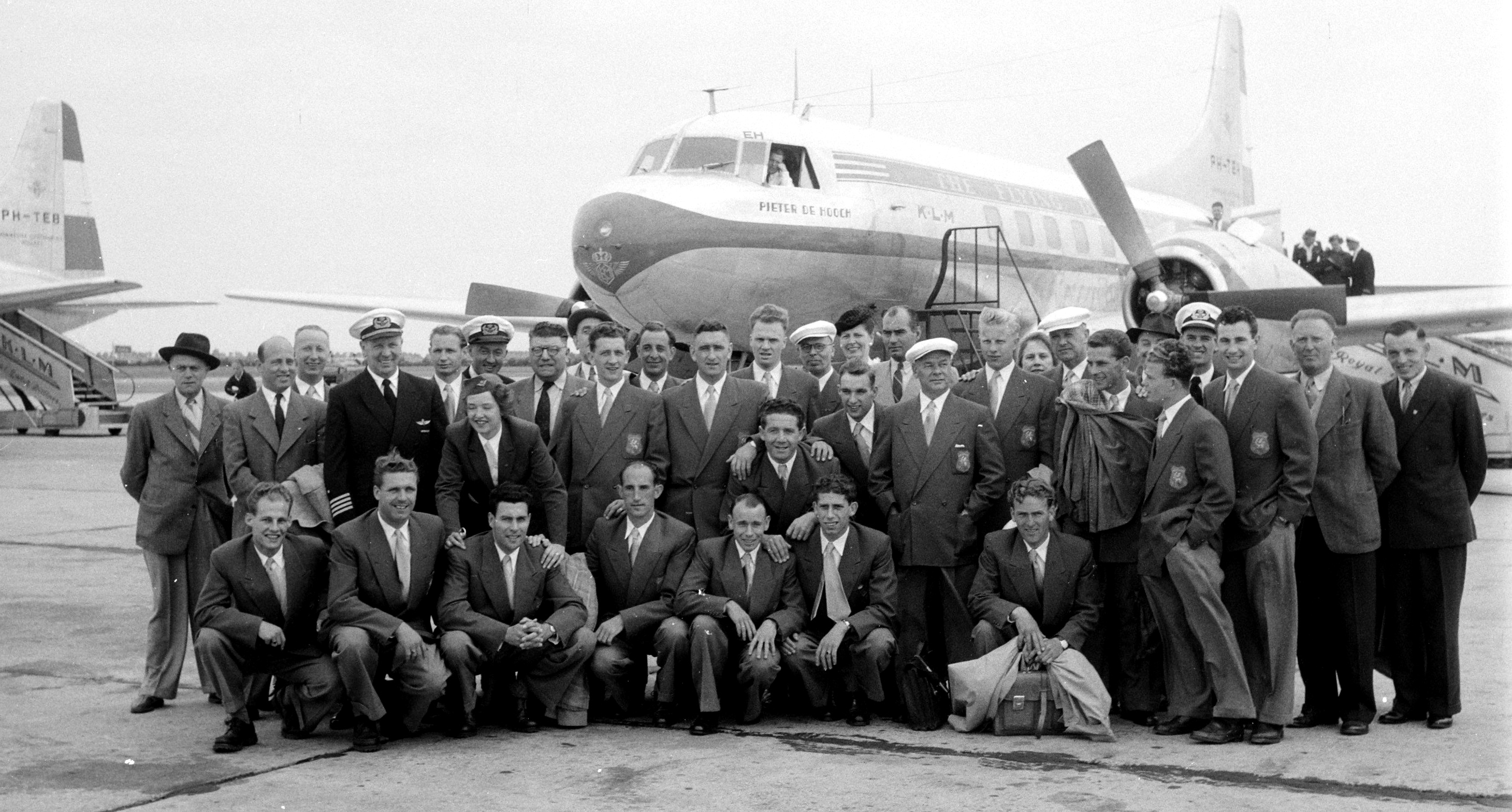
Национальная хоккейная команда

Нидерланды на летних Олимпийских играх 1952 заняли 29-е место в общекомандном медальном зачёте, получив 5 серебряных медалей.

## Медалисты

### Серебро
| Серебро | |                                                             |
| №       | Спортсмены | Вид спорта (дисциплина)                                     |
| 1       | Пак Броувер | Бег (женщины, 200 метров)                                   |
| 2       | Жюль Ансьон, Андре Бурстра, Харри Деркс, Хан Дрейвер, Дик Эссер, Рупи Крёйзе, Дик Логгере, Лау Мюлдер, Эдди Тил, Вим ван Хел, Лео Вери | Хоккей на траве, мужская команда                            |
| 3       | Йоханна Термёлен | Плавание (женщины, 100 метров, свободный стиль)             |
| 4       | Йоханна Термёлен, Ирма Хейтинг-Схумахер, Мари-Луиза Линнсен-Вассен, Косье ван Ворн                                                     | Плавание (женщины, 4x100 метров, эстафета, свободный стиль) |
| 5       | Гертье Вилема | Плавание (женщины, 100 метров, плавание на спине)           |

## Результаты соревнований

### Академическая гребля
Соревнования в академической гребле на Играх 1952 года проходили с 20 по 23 июля. В следующий раунд из каждого заезда проходили несколько лучших экипажей (в зависимости от дисциплины). Впервые с 1928 года для проигравших в полуфинале спортсменов был введён ещё один отборочный заезд. В финал A выходили 5 сильнейших экипажей.
Мужчины
| Соревнование | Спортсмены                | Предварительный заезд | Предварительный заезд | Предварительный заезд | 1-й отборочный заезд | 1-й отборочный заезд | 1-й отборочный заезд | Полуфинал     | Полуфинал     | Полуфинал     | 2-й отборочный заезд | 2-й отборочный заезд | 2-й отборочный заезд | Финал                 | Финал                 |
| Соревнование | Спортсмены                | Заезд                 | Время                 | Место                 | Заезд                | Время                | Место                | Заезд         | Время         | Место         | Заезд                | Время                | Место                | Время                 | Место                 |
| ------------ | ------------------------- | --------------------- | --------------------- | --------------------- | -------------------- | -------------------- | -------------------- | ------------- | ------------- | ------------- | -------------------- | -------------------- | -------------------- | --------------------- | --------------------- |
| одиночки     | Роберт ван Месдаг         | 4                     | 8:02,0                | 4                     | 1                    | 7:35,6               | 1                    | не участвовал | не участвовал | не участвовал | 1                    | 7:57,2               | 3                    | завершил выступление  | завершил выступление  |
| двойки       | Бен Биннендейк Карл Кунце | 3                     | 8:00,4                | 1 Q                   | не участвовали       | не участвовали       | не участвовали       | 2             | 7:53,2        | 2             | 2                    | 7:44,7               | 3                    | завершили выступление | завершили выступление |

### Плавание
В следующий раунд на каждой дистанции проходили лучшие спортсмены по времени, независимо от места занятого в своём заплыве.
Мужчины
| Спортсмен       | Соревнование | Предварительные заплывы | Предварительные заплывы | Полуфиналы | Полуфиналы | Финал                 | Финал                 |
| Спортсмен       | Соревнование | Результат               | Место                   | Результат  | Место      | Результат             | Место                 |
| --------------- | ------------ | ----------------------- | ----------------------- | ---------- | ---------- | --------------------- | --------------------- |
| Элисабет Боннир | 200 м брасс  | 3:00,6                  | 7                       | 3:00,3     | 9          | Завершила выступление | Завершила выступление |